# Четвёртый римско-карфагенский договор
Четвёртый римско-карфагенский договор — заключённый в 280 году до н. э. договор между Римом и Карфагеном.
В ходе первой италийской кампании царю Эпира Пирру удалось одержать две свои знаменитые победы над римскими легионами в битвах при Гераклее и Аускуле в 280—279 годах до н. э. Однако Рим не признал своё поражение в войне и был готов продолжать борьбу.
В то время теснимые пунийцами западные греки призвали Пирра в Сицилию, обещав ему за помощь власть над Сиракузами.
Всё это подвигло Карфаген и Рим на заключение нового договора, направленного против их общего врага. Впервые он носил характер военного союза.
По условиям этого соглашения было подтверждено всё, что было зафиксировано в прежних. Также оговаривалось, что «если римляне или карфагеняне пожелают заключить письменный договор с Пирром, то оба народа обязаны выговорить себе дозволение помогать друг другу в случае вторжения неприятеля, какая бы из двух стран ни подверглась насилию». Пунийцы обязывались в случае необходимости предоставлять римлянам военные и транспортные суда, но без обязательств действий команд на суше.
Однако реальных плодов договор, как представляется, не дал — возможно, по причине взаимного недоверия союзников. По всей видимости, никаких скоординированных действий против эпиротов так и не произошло.